# Klaus-Peter Wolf
Pour les articles homonymes, voir Wolf.
Klaus-Peter Wolf, né le 12 janvier 1954 à Gelsenkirchen, en Allemagne, est un écrivain et scénariste allemand, auteur de roman policier et de littérature d'enfance et de jeunesse.

## Biographie
Fils unique d'un instructeur de natation alcoolique et d'une coiffeuse, il grandit dans sa ville natale. Adolescent, il travaille comme bénévole dans une auberge de jeunesse de l'Église évangélique.
Il amorce sa carrière d'écrivain en publiant au début des années 1970 ses premiers ouvrages destinés aux enfants. En 1979, il en a déjà publié dix.
Lorsque les travailleurs de la société Eurovia à Gelsenkirchen apprennent que leur firme va fermer, il décide de s'impliquer en écrivant sur leur situation. Il conçoit un spectacle de théâtre de rue pour soutenir la lutte des travailleurs pour leurs emplois. Le théâtre Ruhrfestspiele, fondé en 1977, découle de ces événements.
Wolf devient directeur général de la maison d'édition littéraire Helmut Braun. Il fonde également une initiative citoyenne pour soutenir les demandeurs d'asile kurdes et publie des romans où ce thème est abordé.
Dans les années 1980, au Nicaragua, à l'époque de la guerre des Contras, Wolf travaille à la construction d'une imprimerie.
Au début de 1987, il rencontre Bernt Engelmann, Josef Reding, Max von der Grün, Hanna Schygulla, Max Frisch et Friedrich Dürrenmatt lors d'une table ronde organisée à Moscou par Tschingis Aitmatov et Mikhaïl Gorbatchev sur les questions actuelles de la paix mondiale.
Il devient membre de l'aile du renouveau du Parti communiste allemand (DKP), mais après un long séjour en l'Union soviétique (sur laquelle il a écrit), il quitte le parti, déçu, en 1987.
Ses romans policiers et ses scénarios pour la télévision abordent des sujets d'actualité après des enquêtes que l'auteur mène lui-même dans les milieux de la criminalité.
Ses livres ont été traduits en 24 langues et vendus à plus de 10 millions d'exemplaires.

## Œuvre

### Littérature d'enfance et de jeunesse

#### Pour enfants
- Mein Freund Pinto (1972)
- Das könnt ihr doch mit mir nicht machen (1991)
- Daniel und der Piratenkapitän (1994)
- Die Drachenburg 1996.
- Das magische Holz. (1996)
- Pauline und die Asphaltpanther (1997)
- Leselöwen, Computer-, Drachen-, Seeräuber-, Pferdegeschichten (1993–1997)
- Der Hexer von Bottrop (1997)
- Lesetiger, Rittergeschichten (1999)
- Drei tolle Nullen (1999)
- Jens-Peter und der Unsichtbare (1999) Publié en français sous le titre Pierre-Émile et son double, La Joie de lire (2004)  (ISBN 2-88258-300-1)
- Monis Fantasiemonster (1999)
- Tiger und Tom (2002)
- Adlerfeders gefährlicher Kampf (2002)
- Anna im Land Verkehrtherum (2003)
- Lesetiger, Ponyhofgeschichten (2003)
- Seeungeheuer ahoi (2003)
- Mutiger Ritter Kunibert (2004)
- Das magische Abenteuer (2004)
- Leon und die wilden Ritter (2004)
- Achat, der Engel aus dem Abflussrohr (2005)
- Achat - Engel reisen ohne Gepäck (2006)
- Meister der blauen Blitze (2006)
- Angriff der Xuna (2006)
- Die kleinen Piraten und die abenteuerliche Seefahrt (2007)
- Die kleinen Piraten und der Schatz des Königs (2008)
- Der Unsichtbare. Willkommen im Chaos (2013)
- Der Unsichtbare. Freche Freunde (2014)
- Die Nordseedetektive. Das geheimnisvolle Haus am Deich (2015)
- Die Nordseedetektive. Das Gespensterhotel (2015)
- Die Nordseedetektive. Das rätselhafte Wal-Skelett (2016)
- Die Nordseedetektive. Fahrraddieben auf der Spur (2016)
- Die Nordseedetektive. Der versunkene Piratenschatz (2017)
- Piratenschiffe, Piratenschätze (2017)

#### Pour la jeunesse
- Zoff im Jugendheim (1979)
- Dosenbier und Frikadellen (1979)
- Ufos in unserer Stadt (1980)
- Speedway ist unser Leben (1980)
- Rock 'n' Roll im Reisebus, Brösels bayerische Gespensterjagd (1980)
- Neonfische
- Die Abschiebung (1984)
- Mörderisches Klassentreffen (2001)
- Felix und die Kunst des Lügens (2003)

##### Série Treffpunkt Tatort
- Der Einzelgänger (2006)
- Sklaven und Herren (2007)
- Die Maske (2007)
- Die Schlange (2008)
- Angriff der Xuna
- Licht am Ende des Tunnels (2009)
- Nachtblauer Tod
- Neongrüne Angst
- Samstags, wenn Krieg ist

### Romans
- Dosenbier und Frikadellen (1979)
- Che. Meine Träume kennen keine Grenzen (1982)
- Die Abschiebung oder wer tötete Mahmut Perver? (1984)
- Das Werden des jungen Leiters (1985)
- Tage, die wie Wunden brennen (1985)
- Traumfrau (1989)
- Kapuzenmann (1993)
- Vielleicht gibt's die Biscaya gar nicht (1994)
- Das Gen des Bösen (1995)
- Feuerball (1997)
- Donnas Baby (1999)
- Karma-Attacke (2001)
- Ostfriesenkiller (2007)
- Ostfriesenblut (2008)
- Ostfriesengrab (2009)
- Ostfriesensünde (2010)
- Todesbrut (2010)
- Ostfriesenfalle (2011)
- Ostfriesenangst (2012)
- Ostfriesenmoor (2013)
- Ostfriesenfeuer (2014) Publié en français sous le titre Vengeance frisonne, Éditions Piranha, coll. « Black Piranha » (2016)  (ISBN 978-2-37119-053-5)
- Ostfriesenwut (2015)
- Ostfriesenschwur (2016)
- Ostfriesentod (2017)

### Scénarios pour la télévision
- 1984 : Die Abschiebung réalisé par Marianne Lüdcke
- 1993 : Sportarzt Conny Knipper: Giganten réalisé par Stefan Lukschy (de)
- 1994 : Sportarzt Conny Knipper: Glühende Kohlen réalisé par Kaspar Heidelbach (de)
- 1994 : Polizeiruf 110: Samstags, wenn Krieg ist (de) réalisé par Roland Suso Richter
- 1994 : Air Albatros réalisé par Michael von Mossner
- 1995 : Svens Geheimnis réalisé par Roland Suso Richter
- 1996 : Polizeiruf 110: Kleine Dealer, große Träume (de) réalisé par Urs Odermatt
- 1997 : Polizeiruf 110: Im Netz der Spinne (de) réalisé par Erwin Keusch
- 1997 : Polizeiruf 110: Feuer! (de) réalisé par Maria Knilli
- 1998 : Polizeiruf 110: Hetzjagd (de) réalisé par Ute Wieland
- 1999 : Ein tödliches Wochenende réalisé par Thorsten C. Fischer
- 2000 : Das schwangere Mädchen réalisé par Christoph Stark
- 2002 : Weil ich gut bin réalisé par Miguel Alexandre (de)
- 2004 : Tatort: Abgezockt (de) réalisé par Christoph Stark
- 2004 : Tatort: Janus (de) réalisé par Klaus Gietinger (de)
- 2008 : Sklaven und Herren (de) réalisé par Stefan Kornatz